# 再保険
再保険（さいほけん、reinsurance）とは、原保険（元受保険）において、責任の一部または全部を他の保険者に移転し（出再保険）、相手方保険者がそれを引き受ける（受再保険する）損害保険をいう。「保険の保険」なので「再保険」という。この制度は原保険者（元受保険会社）が危険（リスク）を分散したり、収益を追求したりするために行われる。再保険会社の填補責任は契約による。なお、元受保険会社が再保険によらず自ら保険責任を負うことを保有（ほゆう）という。
再保険契約の締結に際し、出再保険会社からは受再保険会社に対して出再保険料が支払われる。その算出方法は、再保険の種類によって異なる。再保険の種類は概ね記事のとおりだが、いくつかの分類を複数組み合わせることがある。
日本の共済団体にも、再保険と同様に「再共済」のしくみが導入され、再共済団体が存在する。

## 責任分担方法による分類
- 割合（プロポーショナル）再保険（Proportional Reinsurance）　責任分担額を割合的に決める方式。出再保険でみると、それぞれ次のとおりとなる。経済効果は共同保険と同じであるが、共同保険の場合は各保険会社が顧客に対して直接の責任を負う点が異なる。
  - 各再保険会社の填補限度額＝元受保険会社の填補限度額×出再割合(%)※
  - 出再保険料＝元受保険料×出再割合(%)
  - 出再保険金＝元受保険金×出再割合(%)

1 - 出再割合(%)＝保有割合(%)となる。
- 非割合（ノンプロポーショナル）再保険（Non-Proportional Reinsurance）　損害保険金の額を基に再保険会社の責任分担額を決める方式。出再保険料は、元受保険契約の内容（事故発生頻度、予想損害額など）を基に決められるが、出再保険金は、元受保険金から元受保険会社の保有（Retention）を控除した額となる。

## 契約手続による分類
- 任意再保険（Facultative Reinsurance） 元受保険会社と再保険会社が個別に契約条件を定める方式。一般には、上記「割合再保険」のことが多いが、非割合再保険のものもある。
- 特約再保険（Treaty Reinsurance）　元受保険会社と再保険会社が予め取引条件を定め、一定の条件に合致するものは再保険の対象とする方式。特約再保険は更に次のとおり分類される。
- 比例再保険
  - 比例再保険特約（Quota Share Treaty;Q/S）　対象となる全ての契約を一定割合（出再割合）で出再（受再）する契約方式。受再保険会社は保険料、保険金とも同じ一定の割合で分担する。
（例）5億円 for 25% Quota Shareの場合、それは出再額と割合を示し、受再保険会社が25%の5億円の責任を分担すること、逆算して出再保険会社が75%の15億円を保有することを意味する。
  - 超過保有額再保険特約（Surplus Treaty）　元受保険会社が引き受けた保険契約のうち、一定の保険金額を超える額を再保険とするもの。ちなみに、元受保険会社が保有する金額を1ライン (Line) とし、その何倍かをラインで数える（4倍なら4ライン）。
（例）2億円を4ライン出再すると言えば、出再保険会社が保険金額2億円までを保有したうえで、保険金額8億円分を出再するということを指す。
  - 任意的義務的再保険特約（Facultative Obligatory Treaty;F/O） 出再会社から見れば元受契約の何％を再保険とするかどうかは任意的であるが、受再会社から見れば義務的とする出再会社にとって有利な特約形式。
- 非比例再保険
  - 超過損害額担保特約（Excess of Loss Cover;ELC,XL）　対象とする契約のいずれかに損害が発生し、元受保険会社が被った１危険（Per Risk）または１事故（Per Occurrence）あたりの損害額の合計が一定額（エクセスポイント；Excess Point）を超過したときに、その超過額を出再保険会社が再保険金として受け取るという形式。
（例）80% of 50億　xs 10億とは、10億までを出再会社が保有し、10億超50億(10億を超えた50億部分)の損害のうち、80%(40億)を出再するという意味である。なお、10億超50億の損害のうち残り20%(10億)は出再会社の保有となる。つまり出再会社の保有は合計20億(Excess Pointまでの10億と、50億の20%である10億)である。
  - ストップロス特約（Stop Loss Treaty）　出再保険会社の対象とする契約集団の一定期間における累計損害率が、約定した一定損害率（エクセスポイント）を超えた場合にその超過分を再保険金として受け取るという形式。
（例）50% xs 150%とは、このストップロス特約の損害率が150%を超えた場合に、超えた部分を再保険金として支払う。

## ネット再保険料の決め方
受再保険会社は、出再保険会社から、再保険契約の対象となるリスクに関する情報や、過去のクレーム実績の提供を受け、再保険料を算出する。再保険金に当てられるべき部分の保険料をネット再保険料といい、ネット再保険料に経費、手数料、利潤などの付加保険料を加えたものをグロス再保険料という。
- 比例再保険料の場合：元受保険料×出再割合(%)
- 非比例再保険料の場合：元受保険契約がエクセスポイントを超える期待値

## 再保険プール
地震保険や航空保険など極めて巨大なリスクで単一の会社では引き受け難いリスクについては、再保険プール制度により複数社で共同で引き受ける制度が構築されている。そのため補償が同一であれば保険料も保険会社によらず同一とされているが、契約者保護のための制度という観点からこれらの共同行為は独占禁止法の適用除外とされている。

## 生命再保険
生命再保険として生命保険契約を再保険の対象とすることも可能であり、原契約が生命保険であっても再保険契約は損害保険とされている。保険業法第3条第3項により生保・損保の兼営は禁止されているが、生命再保険については例外的に生損保とも引き受けることが可能である（保険業法第3条第4項、同第5項）。

## 証券化手法
近年では、伝統的な再保険の手法に加え、キャットボンドによるリスク移転が損保各社で利用されるようになってきている。これは、一定規模以上の地震や台風・ハリケーンなどあらかじめ定められた自然災害が発生したときに発行者が収入を得る代わり、投資家が損失を被るという債券を発行することにより、自然災害リスクを発行者が投資家に移転するというもので、厳密には再保険の定義に該当しないが、実質的効果は再保険に類似する。低リスク債券との利率の差が再保険料に相当する。大規模な自然災害が発生すると、伝統的な再保険市場では再保険料の高騰・再保険会社の信用力低下・再保険取引規模の縮小等が起こることがあるため、リスク移転手法の多様化の一手法として利用されている。

## 大手再保険会社
順位は2021年。
- ミュンヘン再保険  世界1位
- スイス・リー 世界2位
- ハノーバー再保険 - 世界3位
- スコール - 世界4位
- バークシャー・ハサウェイ(Berkshire Hathaway) - 世界5位

## 国内の再保険会社
- トーア再保険（旧：東亜火災海上再保険。日本で唯一の総合再保険専門会社）
- 日本地震再保険（日本で唯一の地震再保険会社）

## 国内の再共済団体
- 日本再共済生活協同組合連合会（日本再共済連） - 再保険会社と同種となる国内唯一の再共済専門団体（こくみん共済 coop のグループ団体）